# 卡尔·马克思之墓
卡尔·马克思之墓（英語：Tomb of Karl Marx）位于英国北倫敦海格特公墓东区，旨在纪念卡尔·马克思、珍妮·冯·威斯特华伦在内的馬克思家庭成员。馬克思一家最初埋葬在公墓东区舊地，於1954年迁葬现址。墓碑由劳伦斯·布拉德肖设计，由1956年時任英共总书记哈里·波立特揭碑。
墓之基座刻有墓主名言，如《共产党宣言》结语“全世界无产者，联合起来！”其上有尊巨大的马克思青铜半身像。該墓落成后成爲马克思追随者的朝聖地，同時成爲反马克思者的破坏目标，在1970年代遭到破坏和两次炸弹袭击。馬克思之墓为英国一级登錄建築，即基於“特殊利益”为建筑物和构筑物執行的最高保护。

## 历史

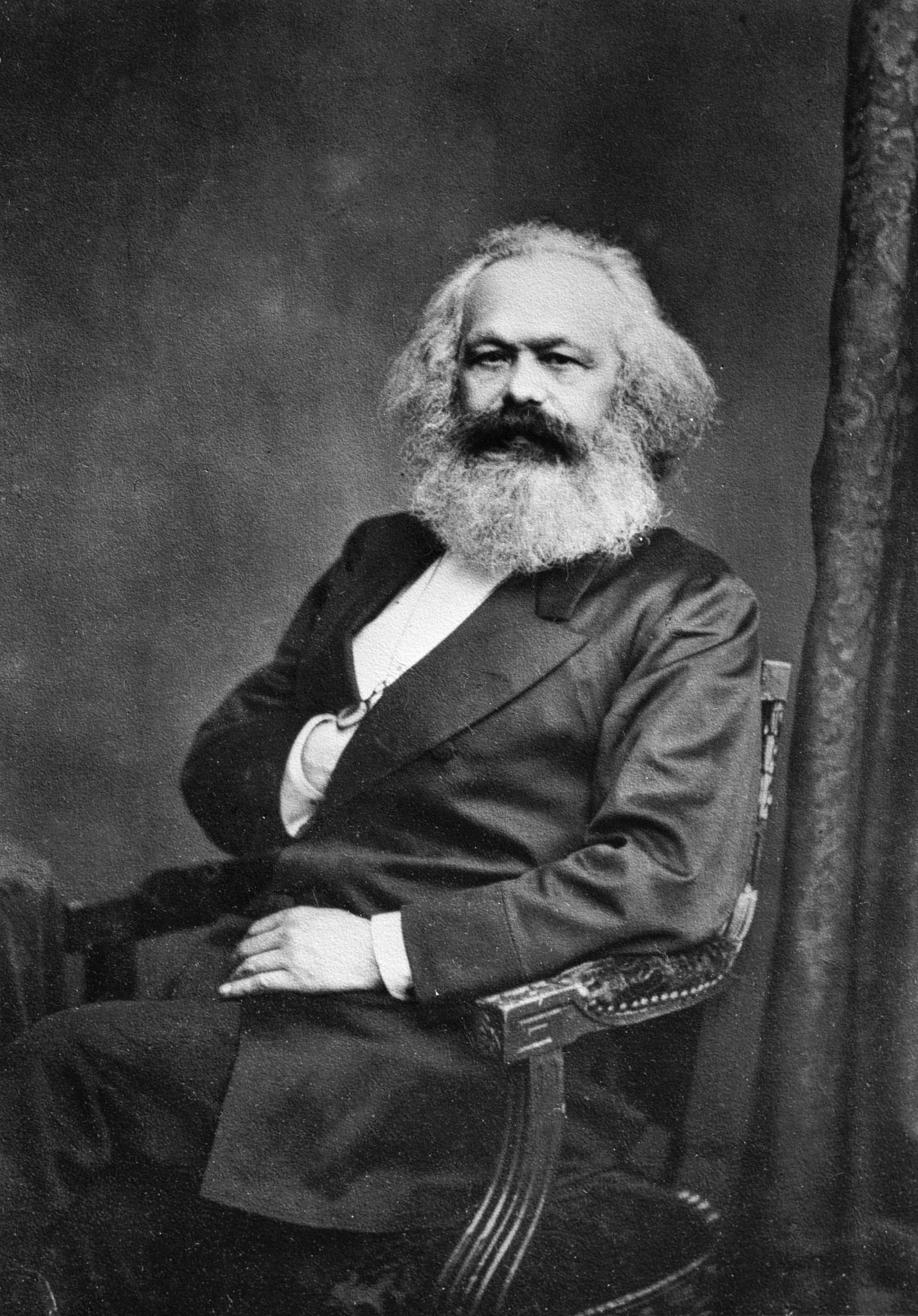
卡尔·马克思

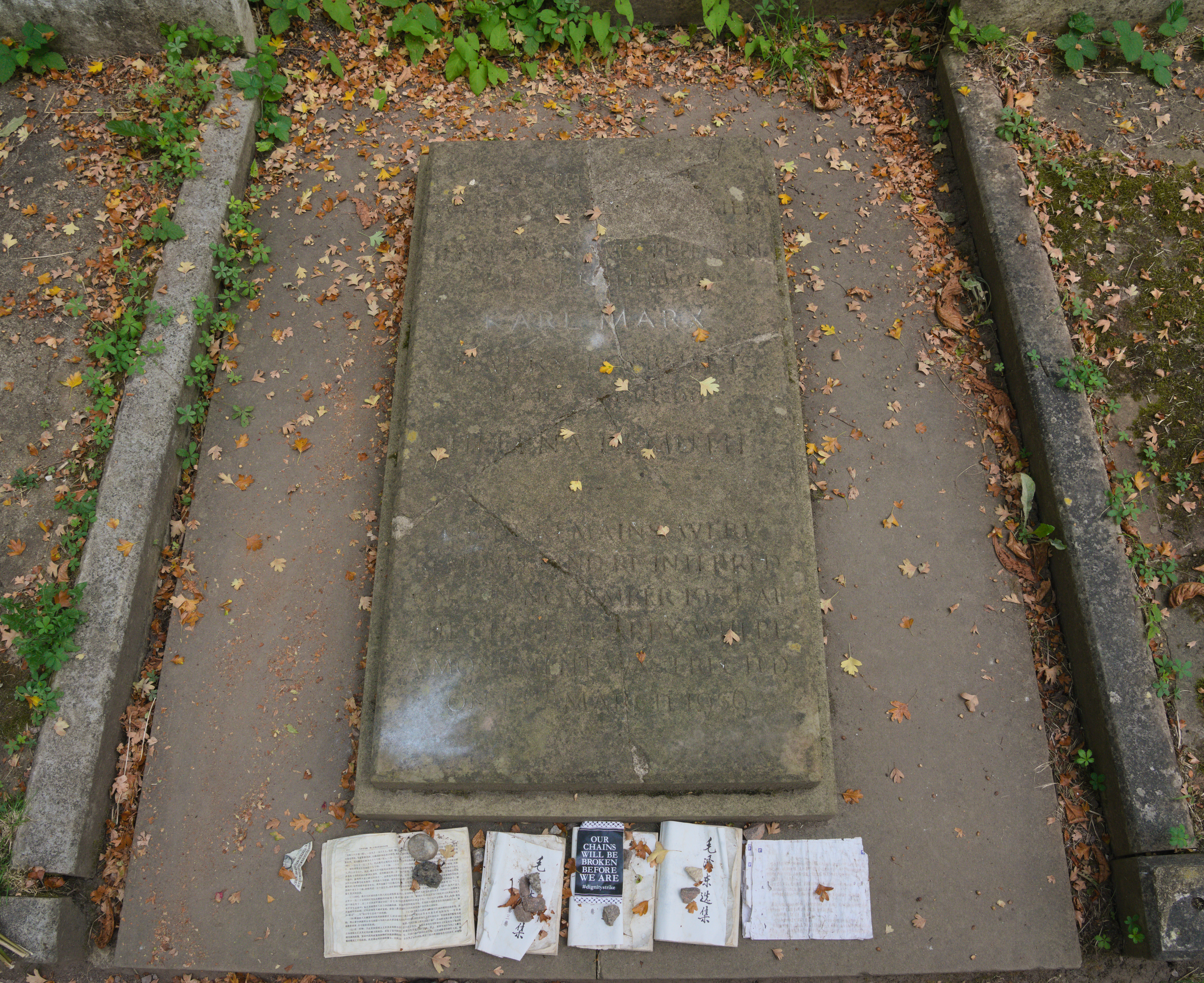
马克思墓原址

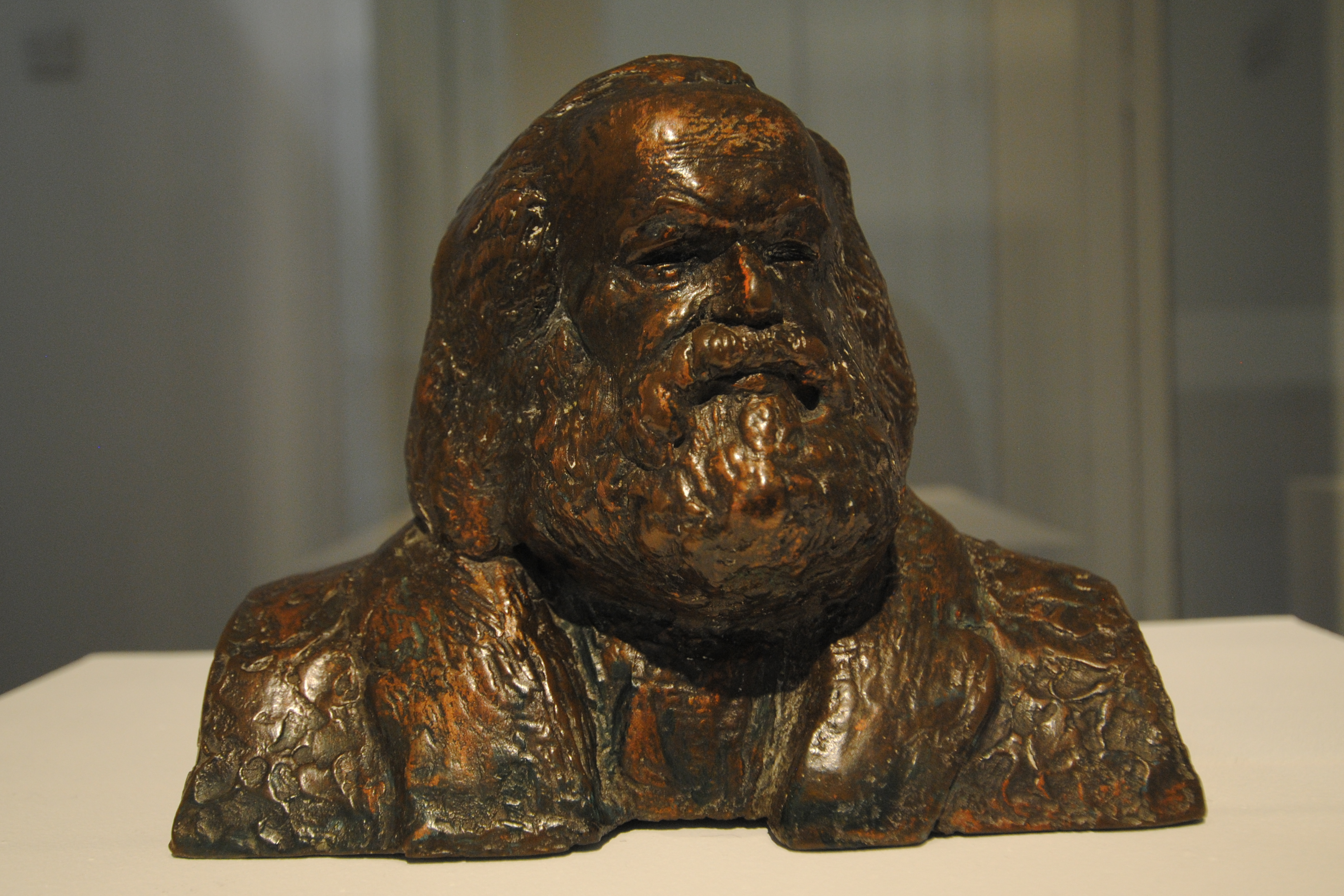
马克思墓头像

1849年6月，马克思因政治迫害流亡伦敦，初居蘇豪區 ，后在1875年搬至贝尔塞兹公园梅特兰公园街，至1883年逝世。此间，马克思撰有《路易·波拿巴的雾月十八日》《资本论》等名篇。在流亡期间，马克思手头拮据，极度依赖弗里德里希·恩格斯的經濟支持。1883年3月14日下午，马克思因支气管炎和胸膜炎合并肺部脓肿，病情恶化逝世，享年六十五歲，與妻子合葬海格特公墓。
據信，至少有13位知名社會人士参加葬礼：除馬克思一生的同志恩格斯出席吟念悼词外，爱琳娜·马克思、爱德华·艾威林、保罗·拉法格、查尔斯·朗格、海伦·德穆特、威廉·李卜克内西、戈特利布·莱姆克、弗雷德里希·莱斯纳、格奥尔格·洛克纳、雷·兰克斯特爵士、卡尔·肖莱默和欧内斯特·雷德福等遺屬、名流亦出席。有报称25至30名马克思的亲友参加葬礼。
英國插圖周報《The Graphic》一位投稿人指出“[...]他的死訊因某些失誤，兩天後才正式公開。去世時，有報道誤稱逝世地點為法國巴黎，後者直至次日才澄清這一錯誤消息：當馬克思友人及追隨者聽聞死訊后，就迅速地前往其位於哈弗斯托克山的故居，想確定葬禮時間、地點，但當趕到時才得知遺體早已下葬。若不是當局封鎖消息及治喪倉促，民衆很可能會在墓前舉行大規模集會。。
1954年，马克思纪念委员会在得到馬克思曾孫弗雷德里克和罗伯特-让·隆格同意后，向英國内政部申请迁墓，將马克思家庭成员及其管家海伦·德穆斯迁葬至距离原坟墓约91.44米处新地，并於1954年11月26日至27日在新墓完建前迁葬。大不列顛共產黨為新墓地提供建造資金，由劳伦斯·布拉德肖设计墓碑主體。英共总书记哈里·波利特在1956年3月15日揭碑。
此墓自建成以来，已然成为马克思主义者朝聖地，其中包括反种族隔离活动家优素福·达杜和諾丁山嘉年華會创始人克劳迪娅·琼斯等人，他們死後就葬在马克思墓附近。馬克思之墓归马克思墓地信托所有。海格特公墓之友信托基金則收取墓地入场费以支付维护费用，但引起争议。 马克思之墓是海格特公墓中拜謁人数最多的場所之一，同時被认为是“世界上最著名的墓地之一”。

### 毁坏
1960年，人們發現墓碑被書有黄色的卍字符和支持阿道夫·艾希曼的德文標語；该墓在1970年代两度幸免于炸弹袭击；2011年遭被泼蓝漆，损坏轻微；2019年2月，墓碑大理石牌匾被重具破坏；几日后，墓碑再遭破坏，有人用红漆上書，鄙稱其“仇恨学说”“种族灭绝建筑师”等。马克思之墓信托基金爲此安装24小时監控，以遏制可能的破坏。

## 墓碑主体和碑文

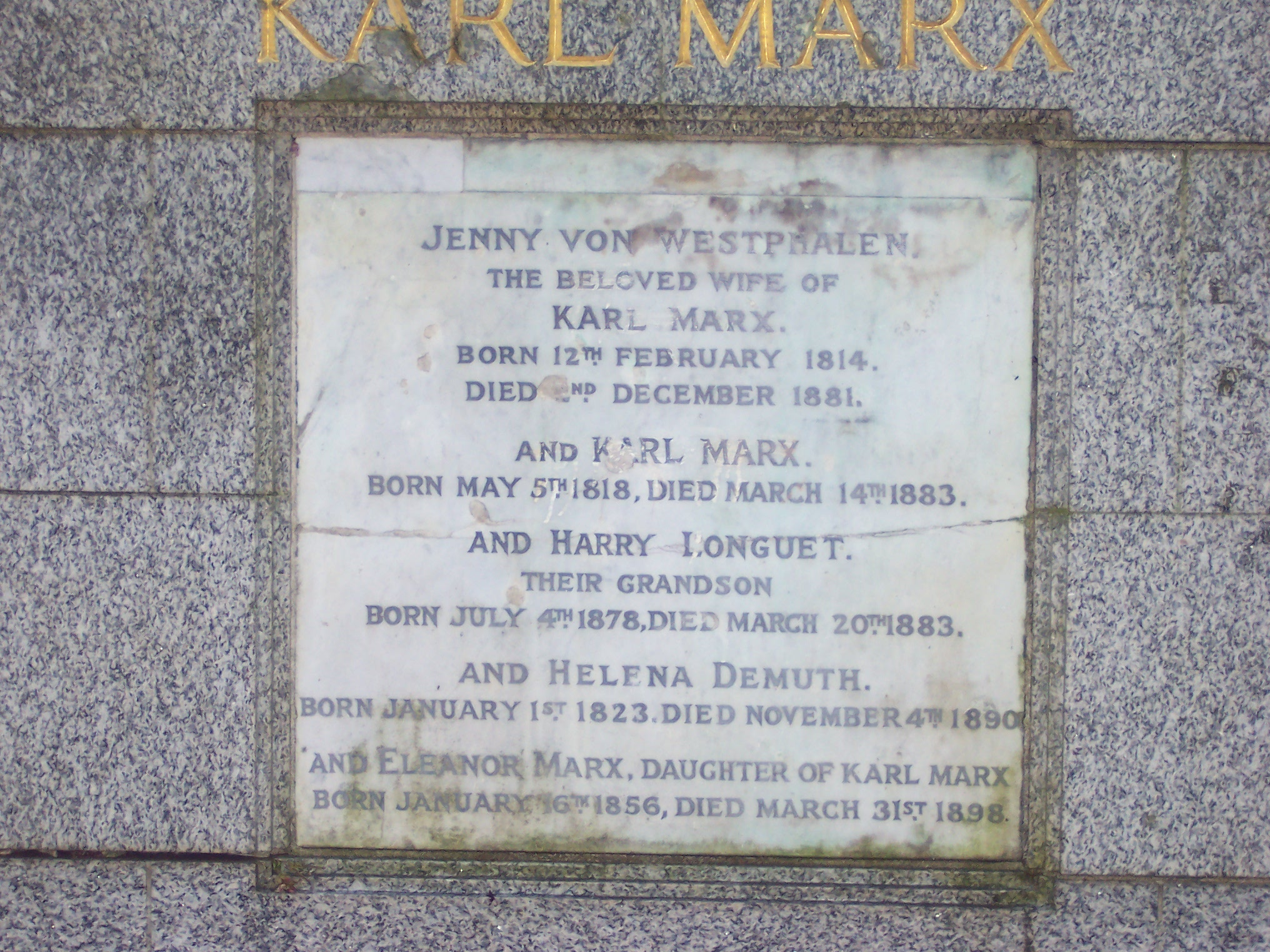
卡尔·马克思之墓：构成原始墓碑的主面板所刻之墓主姓名和生卒日期

墓碑由英國社會主義艺术家、雕塑家劳伦斯·布拉德肖负责设计，包括铭文和字体。勞倫斯在受命后稱“此挑戰非僅為個人建造墓碑，而是為了一位偉大的思想家、哲學家”。
在墓地大理石基座上方安有一尊巨大的马克思青铜半身像；其正面碑文刻有《共产党宣言》结语“全世界无产者，联合起来！”以及《关于费尔巴哈的提纲》的“哲学家们只是用不同的方式解释世界，问题在于改变世界”。墓碑两侧各有三个凸耳，其中各兩個周圍雕刻花圈。墓碑正前刻有马克思及其妻、女儿爱琳娜、孙子哈里·隆格和他们的管家海伦·德穆斯的生卒日。
佩夫斯纳記錄墓碑基座由花崗岩打造，其上方如“巨人般大”。布拉德肖稱，他希望半身像能夠向世人传达“馬克思智慧的力量”，使瞻仰者平视墓碑主體，以免讓墓主看起来“高矗于人民之上”。 也有評論如建筑作家克莱夫·阿斯莱特認爲，这座墓地是海格特公墓最为“反客爲主”和“最不美观”的建築。卡爾·馬克思之墓于1974年列入英格兰历史名录，保护等级於1999年提升至第一级。